# Pravoslavlje u Hrvatskoj
Pravoslavlje, jedan od glavnih ogranaka kršćanstva, ima dugu povijest na prostoru suvremene Hrvatske još od najranijih dana crkvenog raskola 1054. godine. Hrvatska, kao prostor kulturnog dodira istočnog i zapadnog kršćanstva, bila je poprište kako sukoba tako i ekumeničkih nastojanja.
Na popisu stanovništva 2011. godine 190.143 ili 4,5 % građana Hrvatske izjasnili su se kao pravoslavci, što čini pravoslavlje drugom po veličini konfesijom u zemlji. Najveći dio pravoslavaca u Hrvatskoj su Srbi u Hrvatskoj koji su u značajnom dijelu i pripadnici tradicionalno prisutne Srpske pravoslavne crkve. Od ostalih autokefalnih pravoslavnih crkva koje pomažu u vjerskom životu manjinskih zajednica ili stranaca koji borave u zemlji u Hrvatskoj je formalno registrirana Bugarska pravoslavna crkva kao i od svibnja 2022. od drugih pravoslavnih crkava priznata Makedonska pravoslavna crkva. Uz makedonsku, bugarsku i srpsku registrirane je i Crnogorska pravoslavna crkva koju autokefalne pravoslavne crkve smatraju nekanonskim zajednicama i ne priznaju joj autokefalnost. Državni zakoni u Hrvatskoj, kao ni u drugim državama, ne prepoznaju kategoriju autokefalnosti i smatrju je vjerskim pitanjem.
Pod utjecajem ekstremnih oblika hrvatskog nacionalizma i ustaške ideologije, u razdoblju II. svjetskog rata stvorena je i Hrvatska pravoslavna Crkva kao alternativa srpskom pravoslavlju dok je nad najvećom pravoslavnom zajednicom u zemlji provođen genocid. Pokušaji obnove rada ove zajednice u današnjoj Hrvatskoj doveli su do kontroverze i brojnih kritika.

## Demografija
Popis stanovništva iz 2021. godine omogućuje usporedbu podataka o nacionalnosti i vjeroispovjesti koji pokazuju kako je u Hrvatskoj na tom popisu bilo 128.395 (3,32%) građana pravoslavne vjeroispovijesti. Time je nastavljen trend pada broja pravoslavaca kako u apsulutnom broju tako i u udjelu u ukupnom stanovništvu.
| Pravoslavno stanovništvo po nacionalnoj pripadnosti | Pravoslavno stanovništvo po nacionalnoj pripadnosti | Pravoslavno stanovništvo po nacionalnoj pripadnosti | Pravoslavno stanovništvo po nacionalnoj pripadnosti | Pravoslavno stanovništvo po nacionalnoj pripadnosti |
| --------------------------------------------------- | --------------------------------------------------- | --------------------------------------------------- | --------------------------------------------------- | --------------------------------------------------- |
| Nacionalnost                                        |                                                     |                                                     |                                                     |                                                     |
| Srbi                                                | Srbi                                                |                                                     | 101,250                                             | 101,250                                             |
| Hrvati                                              | Hrvati                                              |                                                     | 15,980                                              | 15,980                                              |
| Romi                                                | Romi                                                |                                                     | 2,406                                               | 2,406                                               |
| Makedonci                                           | Makedonci                                           |                                                     | 1,266                                               | 1,266                                               |
|                                                     |                                                     |                                                     |                                                     |                                                     |

## Povijest

### Bizant na Jadranu
Vidi još: Ravenski egzarhat, Bizantska tvrđava na Svetom Marku i Crkva sv. Martina na Svetom Marku
Istočno Rimsko Carstvo ili Bizant imalo je značajan utjecaj na kulturni, ekonomski i politički život na Jadranu od 6. do 12. stoljeća. Do danas su na Jadranu i u Italiji sačuvani arheološki, arhitektonski i umjetnički tragovi bizantskog porijekla. Prvi moderni hrvatski historiograf Ivan Lucić–Lucius (1604–1679) te brojni iza njega opsežno su u svojim istraživanjima hrvatske prošlosti koristili bizantske izvore. Crkveni povjesničar Ivan Marković (1839–1910) objavio je 1891. godine Cezarizam i Bizantstvo u povijesti istočnoga razkola dok je analiza razvoja jurisdikcijskih i liturgijskih utjecaja Carigrada i Rima u Dalmaciji bila tema gotovo svih ranih hrvatskih medijavelista.
- Mozaik u rimokatoličkoj Eufrazijevoj bazilici u Poreču.
- Rimokatolička crkva sv. Donata u Zadru.
- Bizantski kastrum na Brijunima.

### Srednji vijek
Od 1272. godine i anžuvinskog osvajanja Drača u današnjoj Albaniji rimska kurija je osnažila vjerske napore za pokatoličenje Ilirika što je do XV. stoljeća dovelo do zaustavljanja daljnjeg prodora pravoslavlja na Jadran.U XIII stoljeću, kao dio nastojanja širenja ka zapadu, u Stonu je osnovana Humska srpska pravoslavna eparhija koja je postojala relativno kratko za vrijeme vladavine srpskog kralja nad tim prostorom. Pravoslavlje se na Pelješcu zadržalo sve dok to područje 1333. godine nije kupila Dubrovačka Republika. Celjska grofica i kćerka srpskog despota Đurđa Brankovića Katarina Branković naručila je 1454. godine izradu ručno pisanog apostola znanog kao Varaždinski apostol, najstarije sačuvane ćirilične knjige napisane na području Hrvatske.

### Osmansko Carstvo
Za vrijeme osmanske vlasti na Balkanu u Zadru, Šibeniku i na Hvaru postojale su zajednica Grka pravoslavne vjere. Lokalne pravoslavne crkve osnovane su u nekadašnjim katoličkim crkvama i bile su to crkva svetoga Ilije u Zadru, svetoga Julijana u Šibeniku i svete Venerande na Hvaru. 1682 neuspješno je tražena dozbola za izgradnju pravoslavne crkve u Splitu čemu se protivio katolički kler.

### Habsburška Monarhija
Protestantska reformacija potakla je habsburšku dinastiju da se snažno angažira u protureformacijskim nastojanjima katoličke obnove što je imalo posljedice za sve podanike pripadnike drugih kršćanskih konfesija. Leopold I. i Josip I. zalagali su se za stvaranje unije između protestanata i katolika te pravoslavaca i katolika u kojoj bi druge konfesije priznale vrhovnu ulogu pape, a zauzvrat bi zadržale vlastite obrede. Iako je naknadno bila izložena snažnim kritikama pravoslavnih zajednica kao agresivan oblik katoličkog vjerskog prozelitizma (od kojih se i Rim ogradio) unijatska politika je u svoje vrijeme bila relativno tolerantna jer je u razdoblju bez koncepta univerzalnih prava kompromisno omogućavala uključivanje cijelih zajednica u društveni život bez velikih promjena u njihovim običajima.
Nakon Velikog turskog rata (1662. – 1669.) te ponovno nakon Rusko-turskog rata (1735. – 1739.) došlo je do dva vala Velike seobe Srba, prve pod vodstvom patrijarha Arsenija III. Crnojevića i druge pod patrijarhom Arsenijem IV. Jovanovićem u kojima se značajna pravoslavna zajednica naselila u povijesnim Zemljama Krune svetog Stjepana. Tada će zbog osmanske vlasti u Srbiji Srijemski Karlovci (tada u okviru Kraljevine Slavonije) postati i središte srpskog kulturnog i političkog života. 1781. godine usvojen je Edikt o vjerskoj toleranciji među kršćanskim vjerama koji je dao šire vjerske slobode manjinskim kršćanskim konfesijama uključujući i pravoslavnoj zajednici.

### Drugi svjetski rat
Vidi još: Koncentracijski logor Jasenovac i Katolička Crkva u NDH
Klerofašizam i odnos prema vjerskom pitanju je u Nezavosnoj Državi Hrvatskoj znatno motivirao progone i ubojstva pripadnika drugih vjerskih zajednica. Ustaške vlasti osnovale su i marionetsku Hrvatsku pravoslavnu Crkvu koja je u svojim aktivnostima koristila oduzete srpske pravoslavne crkve.

## Autokefalne pravoslavne crkve

### Srpska pravoslavna crkva
Srpska pravoslavna crkva ima pet eparhija sa sjedištem u Hrvatskoj dok se još nekoliko crkvenih općina nalazi pod jurizdikcijom eparhija van zemlje. Eparhije sa sjedištem u Hrvatskoj su Mitropolija zagrebačko-ljubljanska, Eparhija dalmatinska, Gornjokarlovačka eparhija, Osječkopoljska i baranjska eparhija te Slavonska eparhija koje zajednički pokrivaju najveći dio crkvenih općina u Hrvatskoj. Uz ove eparhije Zahumsko-hercegovačka i primorska eparhija pokriva dubrovačko područje dok je Srijemska eparhija nadležna za najistočnije crkvene općine u Tovarniku, Banovcima i Iloku. Na području Hrvatske nalazi se više od 600 srpskih pravoslavnih crkava i drugih vjerskih objekata. Tijekom Domovinskog rata oštećena ili uništena su 84 takva objekta. Od toga je 21 crkva potpuno razorena miniranjem, 4 drvene crkve su spaljene, 56 zidanih crkava oštećeno ili spaljeno tijekom rata i poraća, a 3 crkve uklonjene za vrijeme ili neposredno nakon ratnih djelovanja. Do 2025. godine obnovljena su ili ponovno izgrađena 42 od ukupno 84 oštećena objekta.
- Manastir Gomirje
- Saborna crkva sv. Nikole u Vukovaru
- Manastir Krupa
- Crkva sv. Blagovijesti u Dubrovniku
- Saborna crkva Preobraženja Gospodnjeg u Zagrebu

## Vanjske poveznice
- Mitropolija zagrebačko-ljubljanska
- Gordnjokarlovačka eparhija
- Osječkopoljska i baranjska eparhija (na srpskom i ćirilici)
- Eparhija slavonska
- Eparhija dalmatinska
- Srpska pravoslavna opća gimnazija „Kantakuzina Katarina Branković”